# Lugnvik, Kramfors kommun
Lugnvik är en tätort i Kramfors kommun i Västernorrlands län. Orten är belägen på Ångermanälvens östra sida, mittemot  centralorten Kramfors. Platsen utgjorde ända in på 1990-talet ett sågverkssamhälle med djupa rötter i brukskulturen.  Namnet Lugnvik har blivit den allmänt vedertagna benämningen på orten, som egentligen består av en rad småbyar. Avståndet till Kramfors är cirka 18 kilometer. Vid SCBs ortsavgränsning 2020 klassades Lugnvik som två bebyggelseenheter, denna och den östra delen, en småort kallad Lugnvik östra, vilka 2023 åt klassades som en gemensam tätort.   
Skolan i Lugnvik, som byggdes på 1950- talet, fungerar nu som ett föreningscenter, där föreningar har möjlighet att samlas.

## Näringslivshistoria

### Lugnviks sågverk
I Lugnvik påbörjades ett sågverksbygge redan 1870 av Axel Nilsson fd bokhållare vid Kungsgårdens sågverk. Var det låg är för närvarande inte känt, men troligen så låg det på ett hemman som tillhörde J.E. Boman där Axel var mantalsskriven. Detta hemman såldes 1873-09-28 till inspektor Ole Gjörud för 31000:- riksdaler. Den 29 januari 1874 skrev Ole Gjörud, Konstantin Falck och Gösta Hamnqvist till Kungl.Maj:t för att få bolagsordningen i Lugnviks Nya Ångsågs AB fastställd och den beviljades den 10 april samma år. Aktiekapitalet utgjorde 200,000:-. Sågverket uppfördes längst in i viken,med tre enkla ramar och ett kantverk. Hösten 1874 togs det i bruk.
Den 3 juli 1884 brann såghuset ner till grunden, det enda som räddades var brädgården. Ett nytt sågverk uppfördes på den plats det ligger på idag. 1904 utökades sågen i Lugnvik med två ramar tack vare att sågen i Björkå lades ner.
Verksamheten vid sågverket avvecklades 2000, men SCA använder sig fortfarande av justerverket och Lugnviks hamn som en utskeppningshamn. I Lugnviks hamn finns en stor pråm som bogserats från USA. Den har förvandlats till kaj och försetts med en vikarmskran av samma typ som finns vid Bollsta hamn. Den nya kajen i Lugnvik ska så småningom också kunna ta emot RoRo-fartyg.

### Hallsta sågverk
Den 1 maj 1880 köpte trävaruhandlare Hjalmar Westman i Härnösand ett torp som låg under Norrland 5 av J Lindbäck, och den 1 oktober samma år såldes hemmanet Norrland 1 till Axel Stiernström. Hjalmar och Axel slog sig ihop och bildade Hallsta sågverk. Sågverket hade två ramar, kantverk och en klyvsåg. 1890-91 var det en livlig verksamhet där men upphörde redan 1892. 1893 var Lugnviks Nya Ångsåg AB nya ägare till Hallsta sågverk. Företaget drevs vidare en tid under namnet Hallsta hyvleri, detta fick senare lämna plats för Hallsta träsliperi,

### Hallsta träsliperi
1918 slukades Björkå AB:s träsliperi i Offer Boteå socken av lågorna och byggdes inte upp igen. Ägarna bestämde att det nya träsliperiet skulle byggas där Hallsta sågverk låg.

### Norrlands tegelbruk
1862 uppfördes på marken där Lugnviks sågverk ligger idag ett tegelbruk av A.M Söderlund på mark tillhörande Norrland 2. I april 1864 köptes det av kommissionslantmätaren Teodor Sandström och troligen som bulvan eftersom han överlät det samma höst på disponent Robert Bagge, kyrkoherden N.H Norrbin och handlaren Jon Bergfors. 1865 står en bokhållare Gerhard Stålberg som ägare till bruket. Han ägde detta tegelbruk fram till 1875 då det kom i ingenjör Karl Rinmans ägo, som sålde det året efter. 1877 i april ropades det in på exekutiv auktion av ägaren till Lugnviks Nya Ångsåg AB, Ole Gjörud. Vad gällande tillverkningen utöver tegel, så tillverkade man även vardagsvaror så som fat, förvaringskrukor, kaffekannor mm. Exempel på detta finns hos Lugnviksbilder. Sägs även att kakel skall ha tillverkats där.

### Befolkningsutveckling
| Befolkningsutvecklingen i Lugnvik 1960–2020                                                   | Befolkningsutvecklingen i Lugnvik 1960–2020 | Befolkningsutvecklingen i Lugnvik 1960–2020 | Befolkningsutvecklingen i Lugnvik 1960–2020 | Befolkningsutvecklingen i Lugnvik 1960–2020 |
| --------------------------------------------------------------------------------------------- | ------------------------------------------- | ------------------------------------------- | ------------------------------------------- | ------------------------------------------- |
|                                                                                               |                                             |                                             |                                             |                                             |
| År                                                                                            |                                             |                                             | Folkmängd                                   | Areal (ha)                                  |
| 1960                                                                                          | 1960                                        |                                             | 828                                         |                                             |
| 1965                                                                                          | 1965                                        |                                             | 823                                         |                                             |
| 1970                                                                                          | 1970                                        |                                             | 698                                         |                                             |
| 1975                                                                                          | 1975                                        |                                             | 673                                         |                                             |
| 1980                                                                                          | 1980                                        |                                             | 596                                         |                                             |
| 1990                                                                                          | 1990                                        |                                             | 533                                         | 126                                         |
| 1995                                                                                          | 1995                                        |                                             | 505                                         | 126                                         |
| 2000                                                                                          | 2000                                        |                                             | 462                                         | 126                                         |
| 2005                                                                                          | 2005                                        |                                             | 425                                         | 126                                         |
| 2010                                                                                          | 2010                                        |                                             | 349                                         | 126                                         |
| 2015                                                                                          | 2015                                        |                                             | 332                                         | 117                                         |
| 2020                                                                                          | 2020                                        |                                             | 220                                         | 58                                          |
| Anm.: Tätorten namnändrad 1980 från Lungvik till Lugnvik. 2020 bröts området Lugnvik östra ut |                                             |                                             |                                             |                                             |

## Kommunikationer
Länsväg 334 löper genom orten 
Lugnviks busstation och hållplatsen "Villavägen/Skolvägen" trafikeras av "Din tur" 
Lugnviks hamn trafikeras dock av SCA. Det finns också en gästhamn.

## Sport & friluftsliv

### Lugnviks Idrottsförening
Lugnviks IF bildades 1923 och har sedan dess haft över tusen aktiva i olika sektioner. Sporterna har varit många och växlat men föreningen har alltid varit, och är en viktig del av Lugnviksbygden. 
- Föreningens målsättning: "Att verka för att det ska vara trivsamt att bo och växa upp i Lugnvik"

- Lugnvikshallen var en ishockeyhall med naturis som byggdes av LIF 1995. Där spelade och tränade till vardags föreningens olika lag. Tyvärr rasade hallens tak in under vintern i februari 2013. Detta berodde på en felkonstruktion i träbjälkarna som bar upp taket. Hallen har sedermera rivits efter 18 års trogen tjänst för ortens ungdomar. Efter raset försvann möjligheterna att bedriva tävlingsverksamhet för ishockey i byn, istället flyttade man rinken till Lugnviks föreningscentra (d.v.s. gamla Lugnviksskolan).
- Lugnviks Föreningscentra är LIF:s föreningslokal sedan Olympia revs sommaren 2014. Fastigheten är den gamla Lugnviksskolan som lades ned 2013.
- Lugnviks gymnastiksal är föreningens gymnastiksal.
- Lugnviks IP finns i centrala Lugnvik där LIF olika lag spelar och tränar fotboll.

- Vintertid spåras också det kuperade skid- elljusspåren på 1,5 km och 2,5 km som har sin start vid Lugnviks skidstadion.

### Övriga föreningar
Bjärtrå/Lugnviks skoterklubb sköter och tar hand om skoterspåren runt bygden.
- "Snöåsstugan" belägen uppe på Snöåsberget kan under vintertid nås med längdskidor eller snöskoter.

## Personer från Lugnvik
- Författaren och journalisten Mauritz Edström kom från orten.

- Författaren Arne Norlin, som skrivit boken Nussekudden för förskolebarn samt diverse andra böcker där Lugnvik är utgångspunkt.

- Ishockeymålvakten Linus Ullmark.

- Friidrottaren Isabelle Eurenius.